# Lourenço Soares de Almada
Lourenço Soares de Almada (1555 - Condeixa-a-Nova, 3 de Janeiro de 1597), 6.º conde de Abranches, 10.º senhor dos Lagares d´El-Rei e 4.º senhor de Pombalinho, moço-fidalgo (1572), fidalgo-escudeiro (1576 ou 1581 ou 1588), foi Alcaide-mor de Lisboa e cavaleiro da Ordem de Cristo (1586).
Traduzindo o latim da sua pedra tumular, que se encontra no Mosteiro de São Marcos de Coimbra, além de mencionar as datas do nascimento e falecimento, refere-se ao facto dele ser exímio na artes que requeriam o uso da matemática.
É referido por António Rodrigues (1525 - 1590) naquele que é considerado o primeiro tratado português de arquitectura conhecido desenvolvido por um arquitecto de profissão. Está lá como tendo sido o discípulo predilecto de Arquitectura e Matemática quando o seu autor era professor da Escola dos Moços Fidalgos do Paço da Ribeira, onde o Lourenço andava a estudar.
Terá depois feito estudos em Coimbra, onde foi bispo de Coimbra e reitor da Universidade de Coimbra o seu tio-avõ D. Manuel de Almada.
Refere José Pereira Bayão, no seu "Portugal Cuidadoso e Lastimado", que, em Agosto de 1578, ele e seu pai tinham sido honrados por El-Rei para combaterem nas primeira fileira da batalha de Alcácer Quibir. Ambos foram uns dos 24 fidalgos que "não sem agravo notável de outros de não menor merecimento", que se situaram ao lado do pendão real. Descrição essa contada ̟
no manuscrito "Sumario de todas as cousas succedidas em Berberia", escrita por um dos combatentes nessa contenda.
Sendo igualmente um dos nobres portugueses que ficaram cativos depois da derrota da mesma, possivelmente, sendo dirigidos para a mesma prisão marroquina, onde depois morreu seu pai. Só passados vários anos lá, em 1587 é pedido à família o seu resgate pelo muçulmano Abelabis-Hamet. E apenas conseguiu remir-se em Portugal depois da morte do cardeal rei D. Henrique.
Desde essa altura, como o Reino de Portugal estava sob domínio "Filipino", foi viver para o seu palácio de Condeixa-a-Nova e nunca mais toma parte em nenhum acto público, excepto ter acompanhado o corpo do rei D. Sebastião, desde Faro ao Mosteiro dos Jerónimos. Fê-lo na companhia de alguns poucos fidalgos, mais precisamente sete, entre eles os seus dois cunhados que tinham sido seus companheiros d´armas em Alcácer e que moravam consigo - Lucas de Portugal e Henrique Correia da Silva.
Em Janeiro de 1582, por não ter bens patrimoniais para que possa pagar o que deu de seu resgate, é autorizado a vender uma parte do morgadio para pagar as dívidas contraídas.
Em 1583 vende igualmente parte dos bens da mãe (que durante a sua ausência já alienara o morgadio das Pedras Negras) e,  em 1585, é a vez de vender a própria tença recebida do Rei, até que chega ao aviltamento máximo de ocupar-se em ofícios mecânicos e de entrar no comércio das drogas da Índia, em 1588.

## Dados genealógicos
Filho de: Antão Soares de Almada, 5.º conde de Avranches, 9.º senhor dos Lagares d'El-Rei e 3.º senhor de Pombalinho, e de D. Vicência de Castro.
Casou, na primavera de 1578, com: Francisca de Távora, irmã do favorito de D. Sebastião, Cristóvão de Távora, filha de Lourenço Pires de Távora (3.º senhor do morgado de Caparica), embaixador de Roma e mordomo-mor do Príncipe D. João, e de Catarina de Távora.
Tiveram os filhos:
- Antão de Almada, 7.º conde de Avranches (11.º senhor dos Lagares d' El-Rei e 5.º senhor de Pombalinho).
- Luís de Almada, médico da Casa real[22].

Teve bastardo:
- Frei Rodrigo de Almada, frade no Convento de São Domingos de Lisboa.[21]

## Controvérsia
Segundo alguns, também foi conde de Avranches ou Abranches, tal como tinham sido seus antepassados, apesar de representar a varonia Vaz de Almada e Abranches e o respectivo título nobiliárquico.